# Серошув
Серошув (пол. Sieroszów) — село в Польщі, у гміні Зомбковиці-Шльонські Зомбковицького повіту Нижньосілезького воєводства.
Населення — 388 осіб (2011).
У 1975-1998 роках село належало до Валбжиського воєводства.

## Демографія
Демографічна структура станом на 31 березня 2011 року:
|          | Загалом | Допрацездатний вік | Працездатний вік | Постпрацездатний вік |
| -------- | ------- | ------------------ | ---------------- | -------------------- |
| Чоловіки | 192     | 34                 | 136              | 22                   |
| Жінки    | 196     | 39                 | 116              | 41                   |
| Разом    | 388     | 73                 | 252              | 63                   |